# Муччоли, Клаудио
Клаудио Муччоли (итал. Claudio Muccioli; род. 8 апреля 1958 года в Мизано-Адриатико, Италия) — политический деятель Сан-Марино, капитан-регент Сан-Марино.

## Биография
Клаудио Муччоли  родился в 1958 году. Избирался в Большой генеральный совет по списку Христианско-демократической партии. С 1 октября 2005 года по 1 апреля 2006 года, занимал вместе с Антонелло Баччокки пост капитана-регента Сан-Марино.